# 矢尾一樹
矢尾一樹（日语：／ Yao Kazuki，1959年6月17日—）是日本男性聲優。代表作有《機動戰士GUNDAM ZZ》的（傑特·亞希達）、《超獸機神斷空我》的藤原忍，而藤原忍的名句「やってやるぜ!!」更成為劇中經典、《ONE PIECE》的佛朗基（至2024年12月止）。
矢尾是人氣動畫作品《ONE PIECE》常設角色之一「佛朗基」的配音員，其角色於2005年5月22日（動畫第233集）初次亮相。2024年12月，傳出他因健康因素辭任，結束這段將近廿年的合作。

## 人物
- 身高：177cm
- 體重：57kg
- 星座：雙子座
- 稱呼飛田展男為「小飛」（飛ちゃん）。

## 作品節選
※粗體字表示說明飾演的主要角色。

### 電視動畫

#### 早期
1985年
- 機動戰士GUNDAM（蓋茨·卡帕、阿齊茲·阿吉巴、索拉馬）

1986年
- 機動戰士GUNDAM ZZ（傑特·亞希達）
- 超獸機神斷空我（藤原忍）

1988年
- SD戰國傳 武者七人眾篇（武者駄舞留精太頑駄無）

1990年
- 美味大挑戰（平井數夫）
- NG騎士檸檬汽水&40（蘋果酒）

1991年
- 橫山光輝 三國志（呂布奉先）

1992年
- 暗黑破壞神（達克·休奈達）

1993年
- 九龍珠/劍勇傳說/反斗神劍（月光）
- 黑色推銷員（小混混）
- 南國少年奇小邪（東京）

1994年
- 小紅帽恰恰（老鼠小子、巴利頓）
- 銀河戰國群雄傳（大覺屋師真）

1995年
- 愛天使傳說（普劉依）
- 小紅豆（阿健的父親）

1996年
- VS騎士檸檬汽水&40炎（蘋果酒）
- 名侦探柯南（上村直樹、宍戶健一、嘉納、倉本耀治、香原風雅/田中祥太、托比·凱恩斯、矢口明彥、冰室禮二、梶芳银次）

1997年
- 爆笑吸血鬼 99（聖日耳曼伯爵）

1998年
- 頭文字D（池谷浩一郎）
- 金田一少年事件簿（豬川將佐、能代乙彥、京極浩二郎、寺山十造、海老澤弓夫）

1999年
- 麻辣教師GTO（冴島俊行）
- 機獸新世紀（斯廷格）
- 烏龍派出所（日暮起男）
- 獵人(舊版動畫)（酷拉皮卡的師傅）

2002年
- 戰鬥妖精雪風（湯姆.約翰）
- 花田少年史（大路郎、酒店的客人）
- ONE PIECE（佛朗基（初代）、Mr.2馮克雷、贊高、冒牌狙擊王（曼布爾頓）、夏洛特·達布雷特）※ 矢尾一樹在《ONE PIECE》中的配音除佛朗基（初代）、Mr.2馮克雷、贊高以外的人物，大多皆是以粗忽屋二子玉店的名義來稱呼

2003年
- 鐵臂阿童木第3期（草井臭鼬）
- 6/17秀逗美眉（大魔王）
- 鋼之鍊金術師（由基中尉）
- 魔法少年賈修（斯廷克）

2004年
- 天上天下（俵文七）

2005年
- MÄR 魔法世界（長靴貓）

2006年
- NANA（松尾）
- 史上最強弟子兼一（武田一基）
- 怪醫黑傑克（高志）
- Keroro軍曹（Zoruru兵長）
- 偶像宣言（鮮奶油坂田）

2007年
- 獸裝機攻斷空我NOVA（F.S.）
- 殺戮公主（多米尼科夫）
- 劍豪生死鬥（巖本虎眼(壯年時)）
- 魔人偵探腦嚙涅羅（早乙女國春）
- 死亡筆記本（席多Sidoh）

2008年
- 機動戰士GUNDAM 00 第2季（阿爾巴．林特）
- 深淵傳奇（迪斯特）
- 神槍少女（馬可 ※第二期）
- 神奇宝贝钻石与珍珠（东钢）
- 洋蔥和尚朝太郎（日语：ねぎぼうずのあさたろう）（柿餅種藏）
- RD 潛腦調查室（阿步、安藤家人）

2009年
- 哆啦A夢 (水田山葵版)（不良少年A）
- 犬夜叉完結篇（花皇）
- 鋼之鍊金術師 FULLMETAL ALCHEMIST（由基）

#### 2010年以後
2011年
- 新獵人（喳唬）

2012年
- 圣斗士星矢Ω（金牛座哈宾格）

2013年
- 京騷戲畫（宮司）

2017年
- 鬼平（文吉）

2018年
- 智龍迷城（店長）
- 能繼續奔跑下去真是太好了。（講師1）

2020年
- 噴嚏大魔王2020年（犬神米拉諾）

2024年
- MF GHOST 燃油車鬥魂（池谷浩一郎[4]）

### OVA
- 怪醫黑傑克OVA（杉田）

### 特攝片
- 忍者戰隊隱連者（忍者人）
- 海賊戰隊豪快者（忍者人）
- 非公認戰隊秋葉原連者（Doctor Z／都築丈博）
- 獸電戰隊強龍者（デーボ・ナガレボーシ）
- 手裏劍戰隊忍忍者（上級妖怪オボログルマ）
- HE-LOW_THE_FINAL（2022年）

## 外部連結
- 事務所公開簡歷（日語）